# ELTE Facultatea de Științe Umaniste
Facultatea de Științe Umaniste a Universității Eötvös Loránd (ELTE) este cea mai veche facultate a Universității Eötvös Loránd, Budapesta, Ungaria. A fost fondată de Cardinalul Arhiepiscop de Esztergom Prințul Primat al Ungariei, Péter Pázmány în 1635.

## Institute
Facultatea de Științe Umaniste este formată din 16 institute.
| institut                                                  | Departamente |
| --------------------------------------------------------- | --- |
| Școala de Studii Engleze și Americane                     | Departamentul de Studii Americane Departamentul de Studii Engleze Departamentul de Lingvistică Aplicată Engleză Departamentul de Lingvistică Engleză Departamentul de Pedagogie a Limbii Engleze |
| Institutul de Filosofie                                   | Catedra de Filosofie Generală Departamentul de Logică Departamentul de Filosofie Antică și Medievală Catedra de Filosofie Modernă și Contemporană |
| Institutul de Studii Germanice                            | Departamentul de Studii Olandeze Departamentul de Lingvistică Germană Catedra Predarea Limbilor și Pedagogie a Limbilor Străine Departamentul de Literatură Germană Departamentul de Limbi și Literaturi Scandinave |
| Institutul de Biblioteconomie și Știința Informației      | Departamentul de Biblioteconomie Departamentul de Știința Informației |
| Institutul de Literatură și Studii Culturale Maghiare     | Catedra de Literatură Maghiară Modernă Departamentul de Literatură Comparată și Studii Culturale Catedra de literatură maghiară timpurie Catedra de Literatură Clasică Maghiară |
| Institutul de Lingvistică Maghiară și Studii Finno-Ugrice | Departamentul de Lingvistică Aplicată și Fonetică Departamentul de Studii Finno-Ugrice Catedra de Lingvistică istorică maghiară, sociolingvistică și dialectologie Departamentul de Lingvistică Modernă Maghiară |
| Institutul pentru Teoria Artei și Studii Media            | Departamentul de Estetică Departamentul de Studii Film Departamentul Media și Comunicare |
| Institutul de Comunicare Arte și Muzică                   | Departamentul de interpretare muzicală Departamentul de Cultură Muzicală |
| Institutul de Istoria Artei                               | Departamentul de Artă Medievală, Renaștere și Barocă Departamentul de Artă Modernă și Contemporană |
| Institutul de Etnografie și Folclor                       | Departamentul de Folclor Departamentul de Etnografie Materială |
| Institutul de mediere lingvistică                         | Departamentul de Traducere și Interpretare Departamentul de maghiară ca limbă străină |
| Institutul de Studii Antice și Clasice                    | Catedra de Asiriologie și Studii Ebraice Departamentul de Egiptologie Departamentul grecesc Departamentul de latină Departamentul de Studii Religioase |
| Institutul de Studii Orientale                            | Departamentul de Studii Indiene Divizia de Cercetare Lingvistică Indo-Europeană Colecția lingvistică indologică și indo-europeană Departamentul de Studii Iraniene Departamentul de Studii Semite și Arabe Departamentul de Studii Turci |
| Institutul de Științe Arheologice                         | Catedra de Arheometrie și Metodologie Arheologică Catedra de Arheologie Medievală și Modernă timpurie maghiară Departamentul de Arheologie Provincială Clasică și Romană Departamentul de Arheologie Preistorică și Protoistorică |
| Institutul de Studii Romanice                             | Departamentul de Limba și Literatura Franceză Biblioteca Departamentului de Limbă și Literatură Franceză Departamentul de Limba și Literatura Italiană Biblioteca Departamentului de Limbă și Literatură Italiană Departamentul de Limbă și Literatură Portugheză Biblioteca Departamentului de Limbă și Literatură Portugheză Catedra de Filologie Română Departamentul Bibliotecii Filologie Română Departamentul de Limba și Literatura Spaniolă                                                       |
| Institutul de Filologie Slavă și Baltică                  | Departamentul de studii poloneze Departamentul de Limba și Literatura Rusă Catedra de Studii Slavone Departamentul de Studii Ucrainene |
| Institutul de Studii din Asia de Est                      | Departamentul de Buddologie și Tibetologie Departamentul de Studii Japoneze Departamentul de Studii Chineze Departamentul de Studii Coreene Departamentul de studii mongole și asiatice interioare |
| Institutul de Studii Istorice                             | Atelier Departamentul de Istorie Interdisciplinară Departamentul de Științe Umaniste Digitale Catedra de Istorie Economică și Socială Departamentul de istorie și rusistică istorică a Europei de Est și Centrală Departamentul de Istorie Modernă timpurie Departamentul de istorie medievală Departamentul de Istorie Culturală Departamentul de Istorie Antică Catedra de Studii Auxiliare de Istorie Catedra de Istorie Modernă și Contemporană Catedra de Istorie Modernă și Contemporană a Ungariei |

## Organizare
Conducerea actuală este formată din 1 decan și 4 prodecani. 

### Conducerea facultății
| Titlu     | Nume                                                    |
| --------- | ------------------------------------------------------- |
| Decan     | David Bartus                                            |
| Prodecani | Ildikó Horn Krisztina Horváth Judit Bóna Ildikó Horváth |

### Decani
| - 1900-01: Frigyes Medveczky - 1901-02: Frigyes Medveczky - 1902-03: Imre Payer Imre - 1903-04: Aladár Ballagi - 1904-05: Lajos Lóczy Lajos - 1905-06: Gyula Pasteiner - 1906-07: István Hegedűs - 1907-08: Gyula Lánczy - 1908-09: Oszkár Asbóth⁠(d) - 1909-10: József Szinnyei - 1910-11: Remig Békefi - 1911-12: Manó Beke - 1912-13: Ernő Fináczy - 1913-14: Sándor Mágócsy-Dietz - 1914-15: Bernát Alexander - 1915-16: Gedeon Petz - 1916-17: Radó Kövesligethy - 1917-18: Ignác Goldziher - 1918-19: Dávid Angyal - 1919-20: Dávid Angyal - 1920-21: Gyula Haraszti - 1921-23: Iosif Siegescu - 1923-24: Bálint Kuzsinszky | - 1924-25: Antal Áldásy - 1925-26: Arthur Yolland - 1926-27: Sándor Domanovszky - 1927-28: Lajos Méhelÿ⁠(d) - 1928-29: Antal Hekler⁠(d) - 1929-30: Béla Mauritz - 1930-31: Károly Papp - 1931-32: István Heinlein - 1932-33: Gyula Németh⁠(d) - 1933-34: Gyula Kornis⁠(d) - 1934-35: Zoltán Gombocz⁠(d) - 1934-35: Gyula Németh⁠(d) - 1935-36: János Melich - 1936-37: István Rybár - 1937-38: Elemér Császár - 1938-39: Sándor Eckhardt - 1939-40: Imre Szentpétery - 1940-41: Tibor Gerevich - 1941-42: Alajos Zambra - 1942-43: Gyula Szekfű - 1943-44: Imre Lukinich - 1944–47: István Hajnal⁠(d) - 1947–49: Zsirai Miklós - 1949–51: Lajos Tamás | - 1951-52: Elek Bolgár - 1952–53: László Bóka - 1953–55: László Bóka - 1955–56: Tibor Kardos - 1953–56. Zoltán I. Tóth - 1956. december–1957: István Kniezsa⁠(d) - 1957-58: József Turóczi-Trostler - 1958-59: László Kardos - 1959–63: István Tálasi - 1963–66: István Sinkovics - 1966–69: Lajos Elekes - 1969–75: György Székely⁠(d) - 1975–79: István Szathmári - 1979–82: István Diószegi - 1982–90: Ferenc Pölöskei - 1990–92: György Hunyady - 1993–2000: Károly Manherz - 2000–01: Sándor Fodor⁠(d) - 2001–06: Károly Manherz - 2006–15: Tamás Dezső - 2015–17: László Borhy - 2017–18: Csaba Borsodi - 2018–21: Gábor Sonkoly - 2021-: Dávid Bartus |

### Doctori de onoare
Următoarele persoane au fost distinse cu titlu onorific de către Facultatea de Științe Umaniste. 
- 2017–18: Waldemar Zacharasiewicz, profesor la Universitatea din Viena
- 2016–17: Miklós Szabó, profesor emerit
- 2016–17: Xu Lin, director al Consiliului pentru Educația Limbii din China
- 2015–16: Janusz K. Kozlowski, echeolog (profesor emerit)
- 2014–15: Mario Vargas Llosa, scriitor laureat al Premiului Nobel
- 2013–14: Robert John Weston Evans, profesor la Universitatea Oxford
- 2012–13: Dominique Combe, profesor la École normale supérieure
- 2012–13: Harriet Zuckerman, profesor la Universitatea Columbia
- 2012–13: Reinhard Olt, corespondent al Frankfurter Allgemeine Zeitung din Budapesta
- 2011–12: Hans Ulrich Gumbrecht, profesor la Universitatea Stanford
- 2010–11: Jacques Roubaud, poet, matematician francez contemporan, membru al Oulipo
- 2010–11: Ferenc Pölöskei, profesor la Eötvös Loránd Tudományegyetem
- 2009–10: José Saramago, scriitor laureat al Premiului Nobel †
- 2008–09: Zsigmond Ritoók, profesor emerit

## Absolvenți de seamă

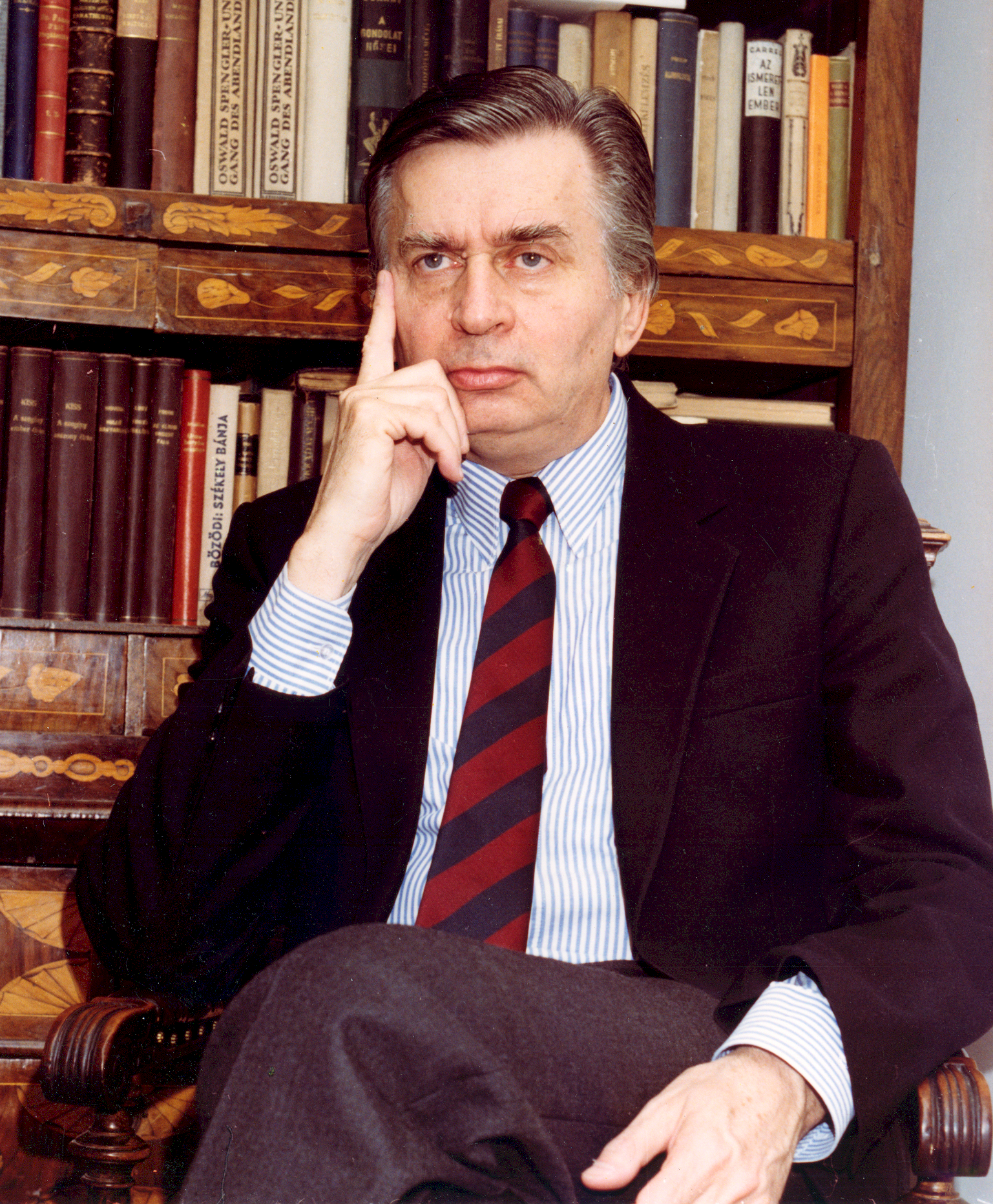
Prim-ministrul Ungariei, József Antall

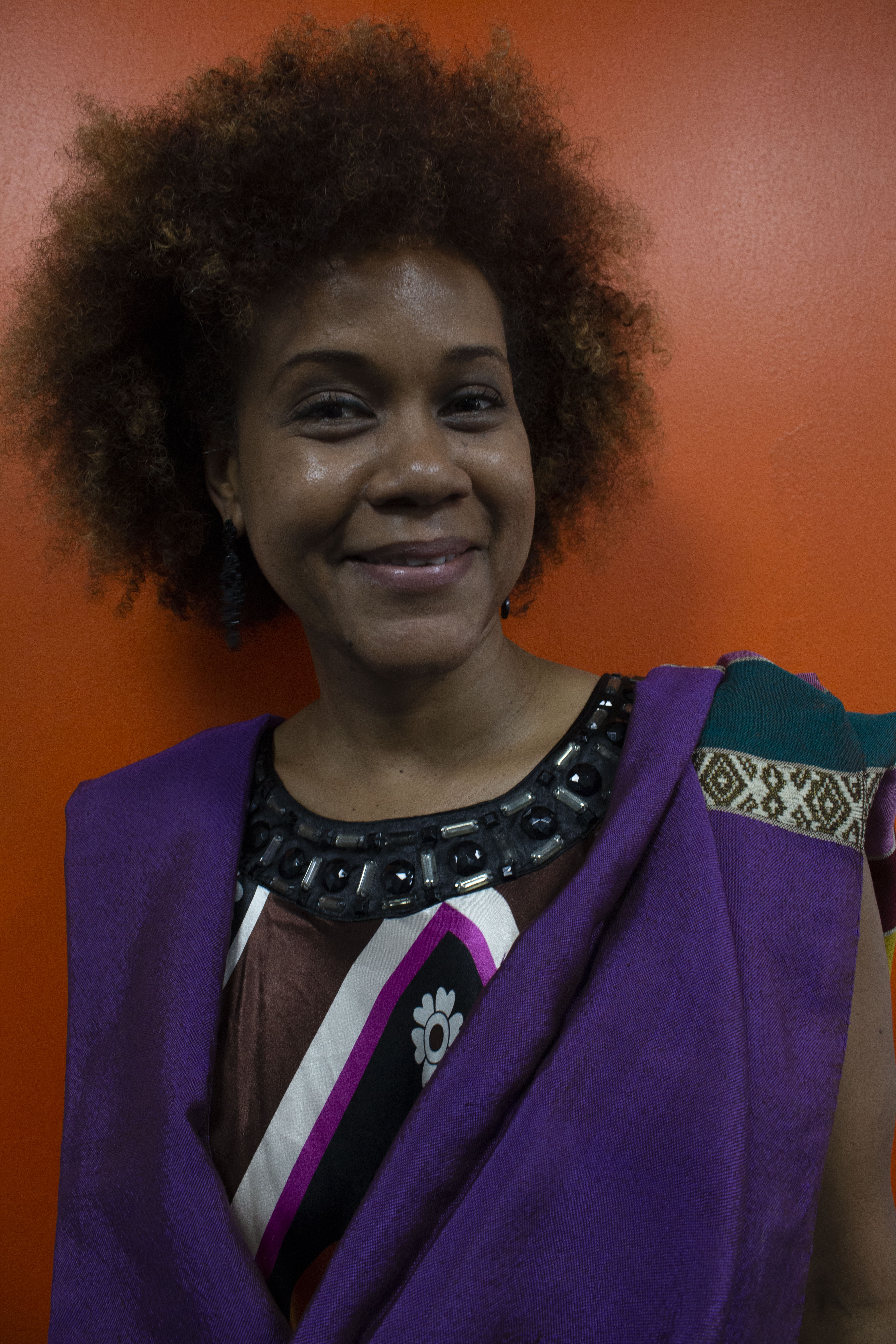
Maria Sarungi Tsehai

- József Antall, prim-ministru al Ungariei, 1990-1993
- Wilhelm Bacher, savant evreu maghiar, rabin, orientalist și lingvist
- Erzsébet Bajári, entomolog, cercetător privind viespi
- Zsófia Bán, scriitoare
- Therese Benedek, psihanalist maghiar-american
- Koloman Brenner, politician
- Kata Csizér, lingvist aplicat
- Mózes Csoma, coreeanist
- Zoltán Dörnyei, lingvist aplicat
- Ahn Eak-tai, compozitor clasic coreean
- Péter Esterházy, romancier
- Endre Fülei-Szántó, lingvist
- Tibor Frank, istoric
- Laszlo Garai, savant în psihologie
- Pál Schiller Harkai, filozof și psiholog
- Ágnes Heller, filozof
- Rózsa Hoffmann, politician
- Zsuzsanna Jakab, director al Biroului Regional pentru Europa al Organizației Mondiale a Sănătății
- László Kákosy, egiptolog
- András Kenessei, istoric de artă, scriitor și jurnalist
- Karl Kerényi, savant în filologie clasică, co-fondator al studiilor moderne în mitologia greacă
- Judit Kormos, lingvist aplicat
- László Mérő, psiholog cercetător și autor de științe populare
- Teodor Murășanu, scriitor și profesor român
- Ádám Nádasdy, lingvist și poet
- Raphael Patai, etnograf, istoric, orientalist și antropolog maghiar-evreu
- Ágoston Pável, scriitor, poet, etnolog, lingvist și istoric maghiar sloven
- Csaba Pléh, psiholog
- Mária Schmidt, istoric
- Tamás Soproni, politician
- József Szájer, europarlamentar ( Fidesz )
- Stephen Ullmann, lingvist al limbilor romanice, savant în semantică
- Maria Sarungi Tsehai, activistă
- Gábor Vona, politician
- Sándor Wekerle, de trei ori prim-ministru al Regatului Ungariei

## Bibliotecă

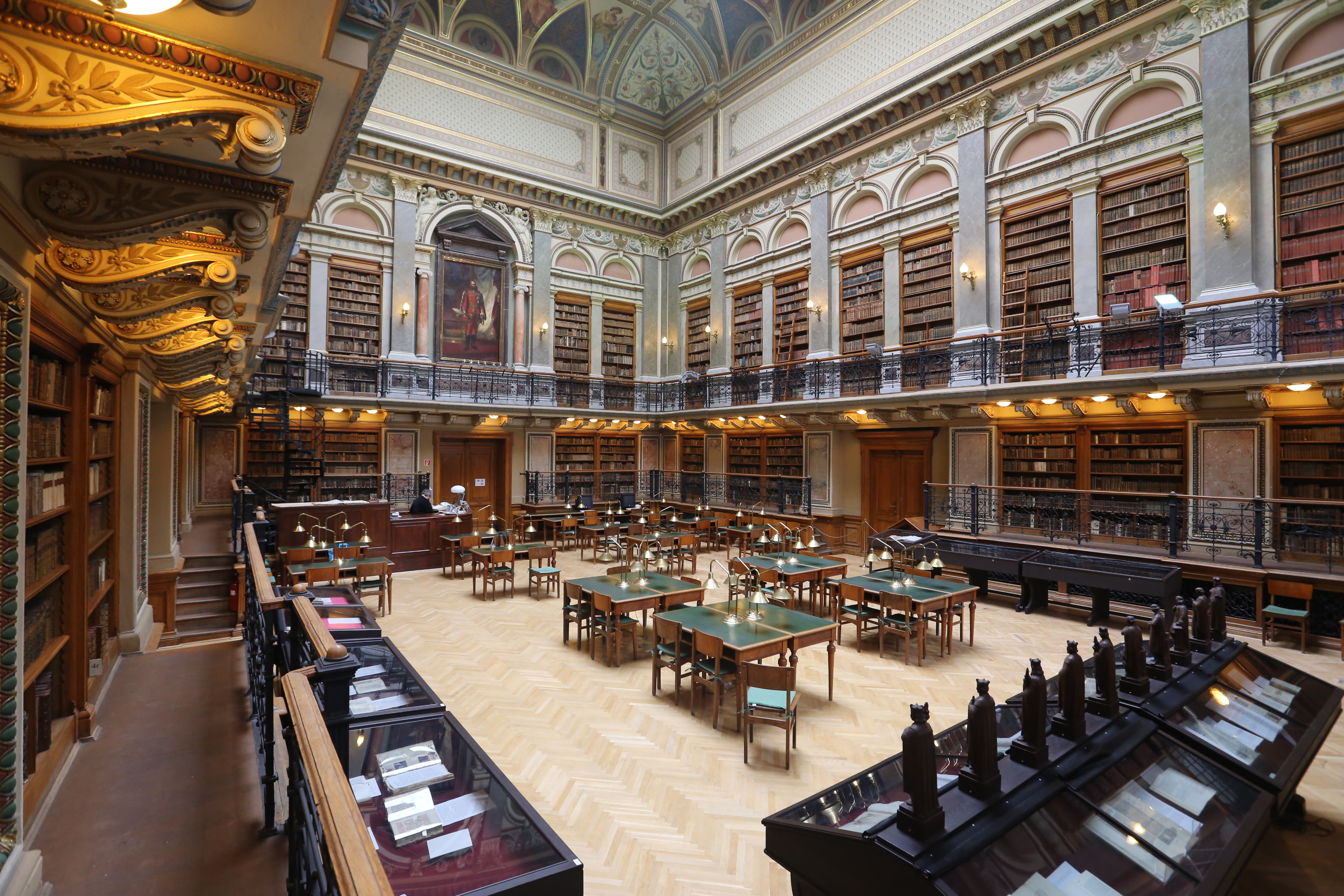
Biblioteca Facultății de Științe Umaniste

Facultatea are o bibliotecă principală și 13 biblioteci la nivel instituțional. Institutul de Studii Romanice are biblioteci la nivel de departament.
- Biblioteca Școlii de Studii Engleze și Americane
- Biblioteca Institutului de Filosofie
- Biblioteca Institutului de Studii Germanice
- Institutul de Bibliotecă și Biblioteca de Știința Informației
- Institutul de Literatură Maghiară și Studii Culturale Biblioteca Toldy Ferenc
- Biblioteca Institutului de Lingvistică Maghiară și Studii Finno-Ugrice
- Biblioteca Institutului de Istoria Artei
- Biblioteca Institutul de Etnografie și Folclor
- Institutul de Studii Antice și Clasice Biblioteca Harmatta János
- Biblioteca Institutului de Științe Arheologice
- Biblioteca Institutului de Filologie Slavă și Baltică
- Biblioteca Institutului de Studii din Asia de Est
- Institutul de Studii Istorice Biblioteca Szekfű Gyula